# Florence Aurora (trigo)
El trigo Florence Aurora es un trigo de origen francés. Es un cruce entre el trigo Florence y el Aurora, y aunque existen desacuerdos sobre su origen preciso, se considera «el más nuevo de los trigos antiguos». Es un trigo panificable bastante duro, y su harina es considerada de fuerza por su alto valor proteico (gluten), más que cualquier otro trigo antiguo. 
Antiguamente fue un trigo muy cultivado en Europa. Sin embargo, en la actualidad los trigos antiguos se han sustituidos por variedades modernas, adaptadas a las necesidades industriales, por lo que el trigo Florence Aurora se cultiva de forma marginal en parcelas pequeñas dedicadas a la agricultura ecológica. Se dejó de cultivar por su baja resistencia a los hongos, aunque aquellos que han probado los panes hechos de harina Florencia Aurora recuerdan un sabor y una textura excepcionales. Su fuerza permite hacer panes de alta hidratación hechos con masa madre o prefermento.
En Andalucía, región considerada «el granero de España», se plantó extensamente el Florencia Aurora junto con otros trigos de fuerza como Cajeme o Rinconada. El trigo Florence Aurora también fue popular en Cataluña y el sur de Francia, aunque hoy ha desaparecido. Sus semillas pueden ser solicitadas gratuitamente por agricultores y jardineros en el Centro de Recursos Fitogenéticos de España. 